# Macrostylis medioxima
Macrostylis medioxima là một loài chân đều trong họ Macrostylidae. Loài này được Mezhov miêu tả khoa học năm 2003.